# Limbă cu măsline
Limbă cu măsline și sos de roșii  este văzută în prezent internațional drept rețetă clasică a bucătăriei românești. În special în ceea ce privește condimentele, rețeta poate să difere nițel de la o regiune la alta. 

## Istoric
Deși acest fel nu are corespondent în străinătate și asupra originii lui nu există divergențe, totuși există și păreri împărțite despre originea rețetei. Astfel, unii spun că ar fi de sorginte grecească, în timp ce alții susțin că rețeta provine din Italia. Musulmanii din Dobrogea, pretind, că rețeta își ar avea originea în Imperiul Otoman și se prepară numai cu limbă de vită.

## Mod de preparare

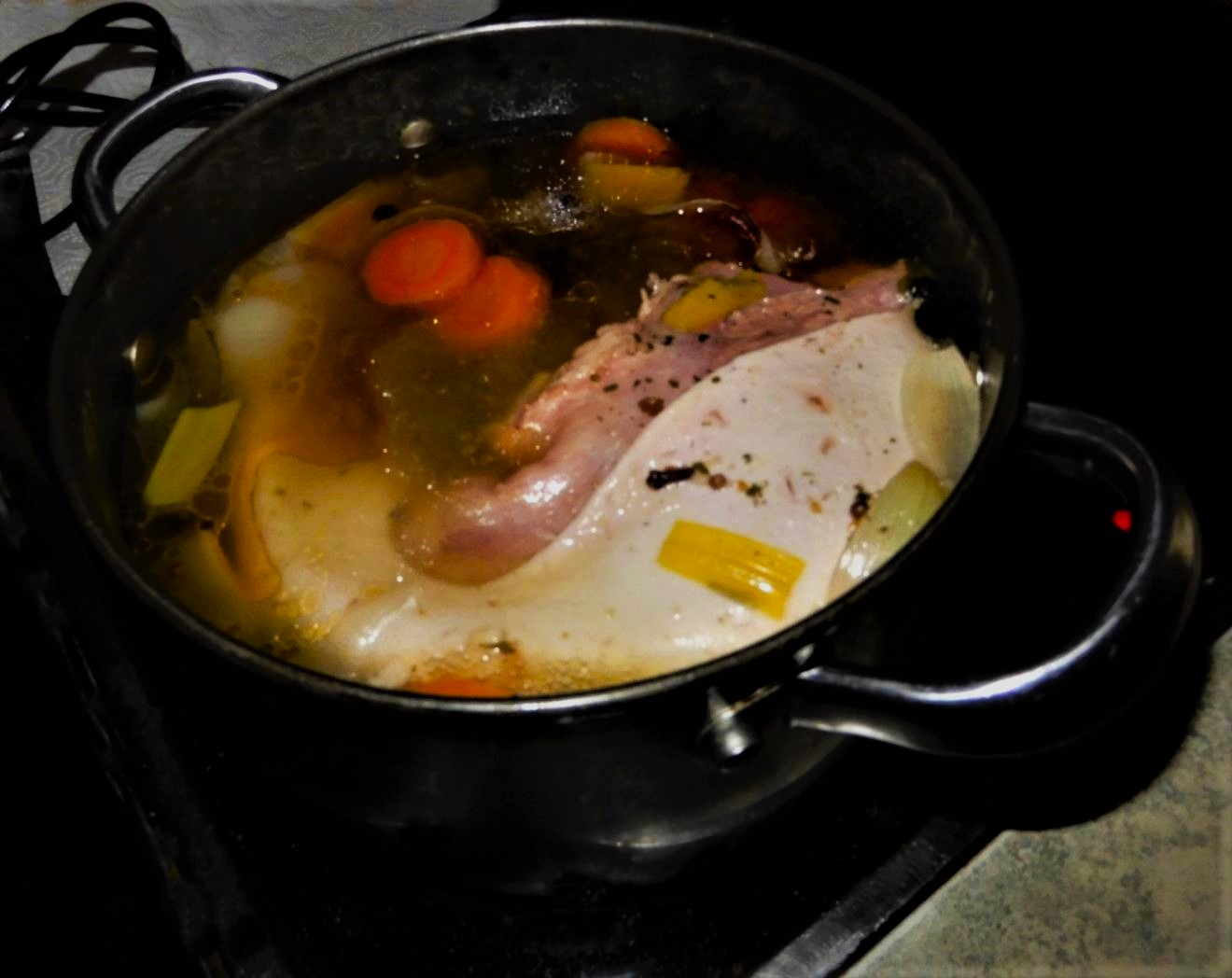
Limbă de vită, preparate (fierbere)

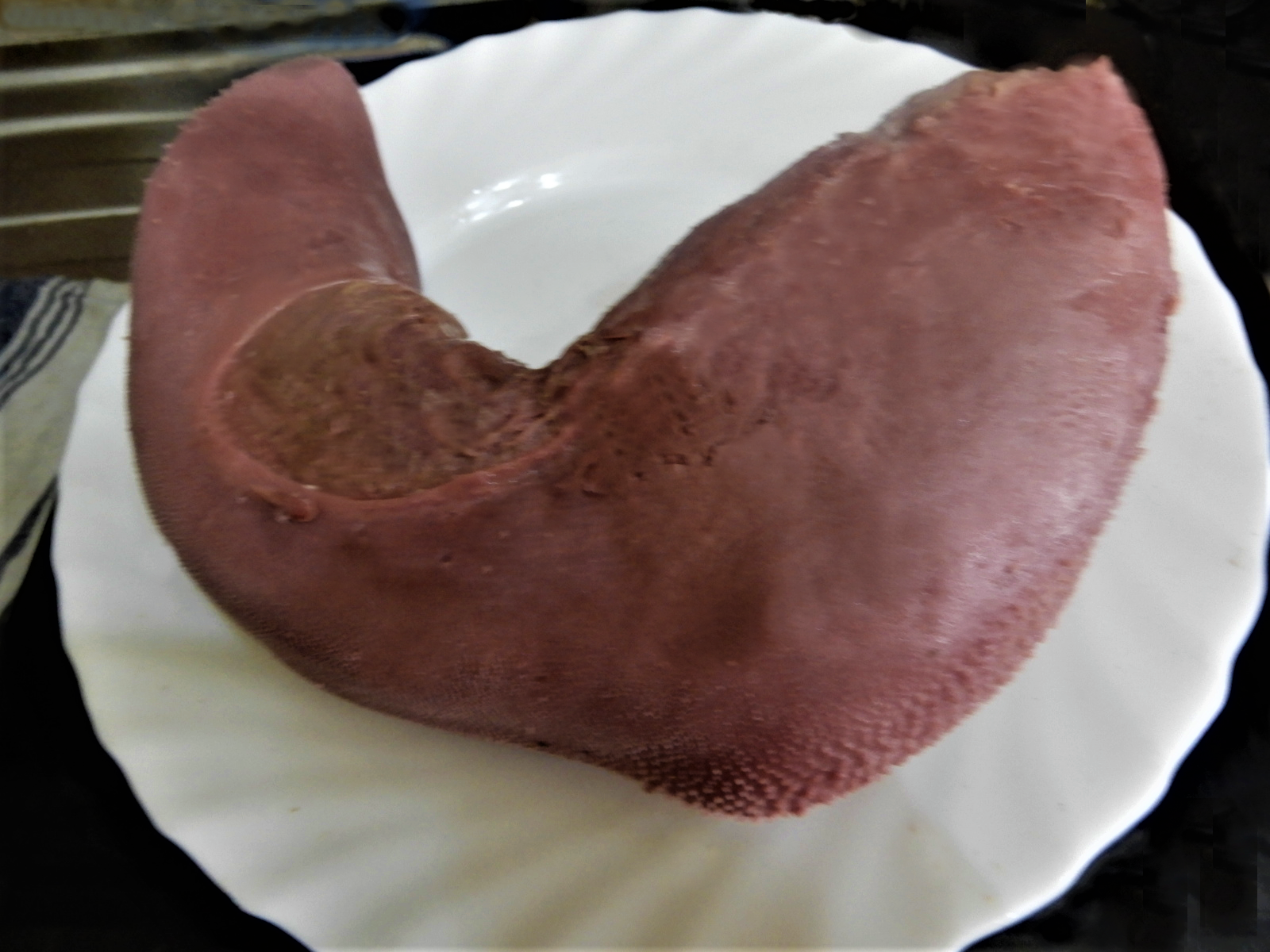
Limbă de vită fiartă și decojită

### Limba
Înainte de a fi inclusă în diferite preparate, limba de vită, porc sau vițel trebuie să fie fiartă. 

#### Ingrediente

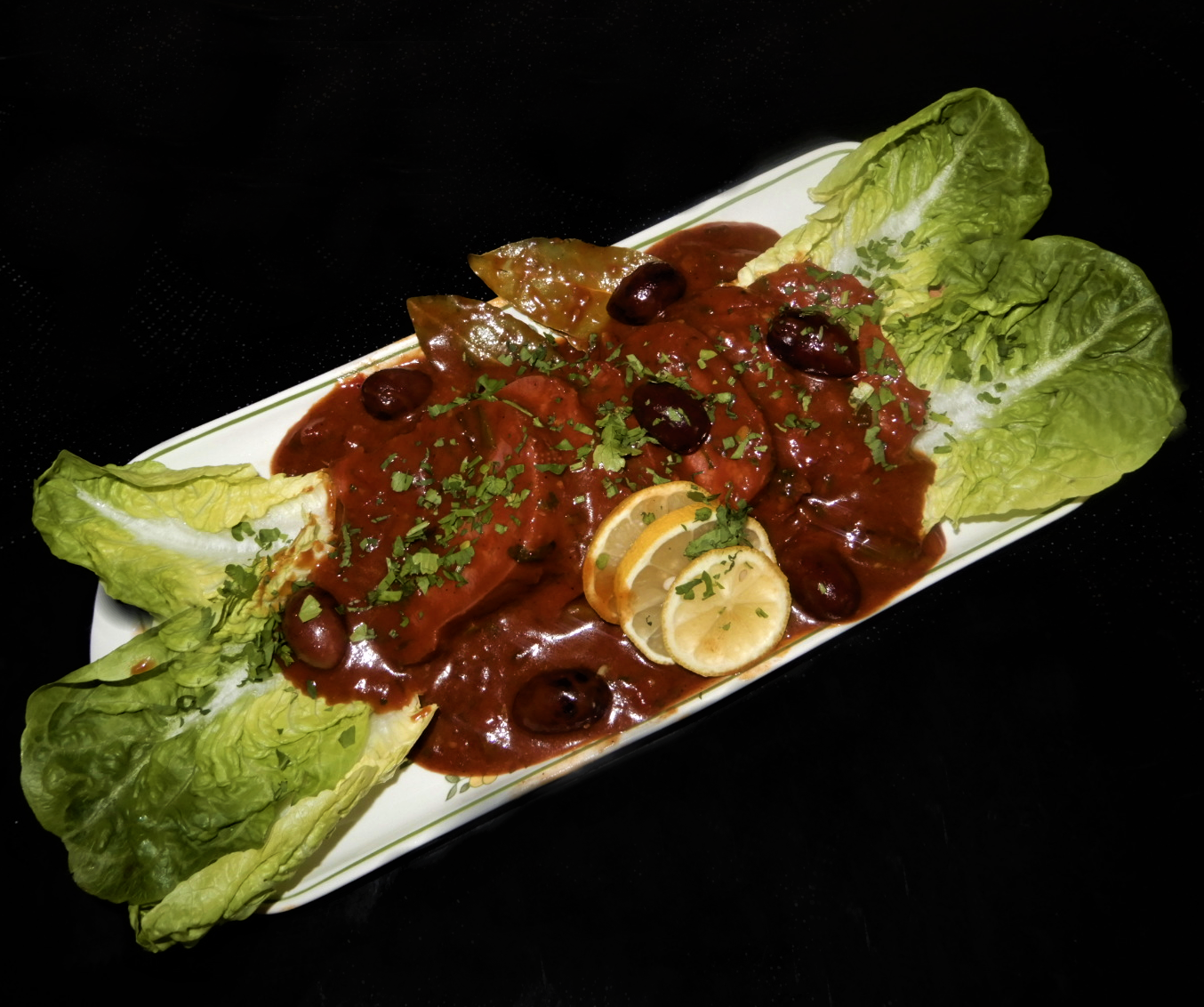
Limbă de vită cu măsline rece

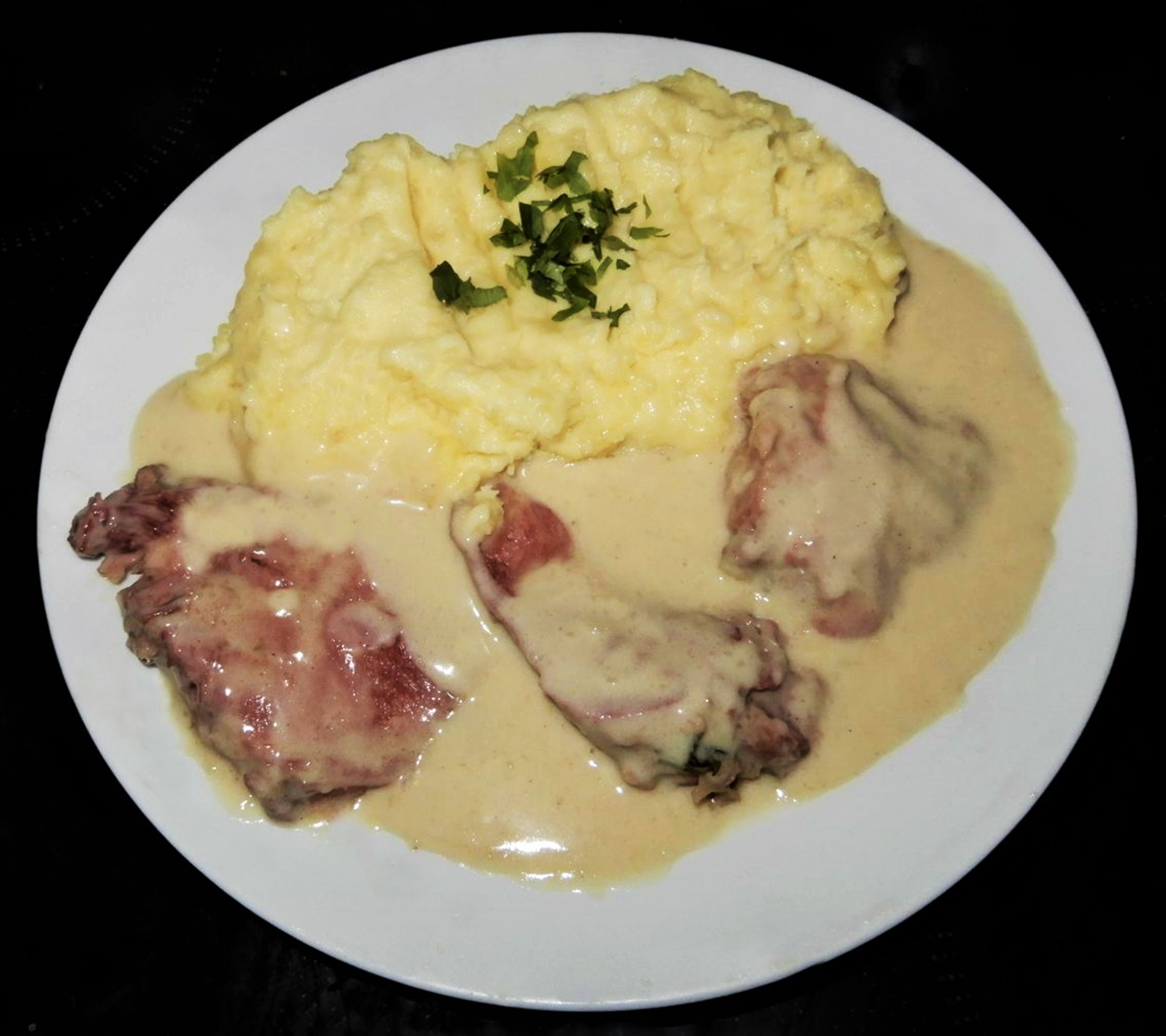
Limbă de vită în sos de smântână

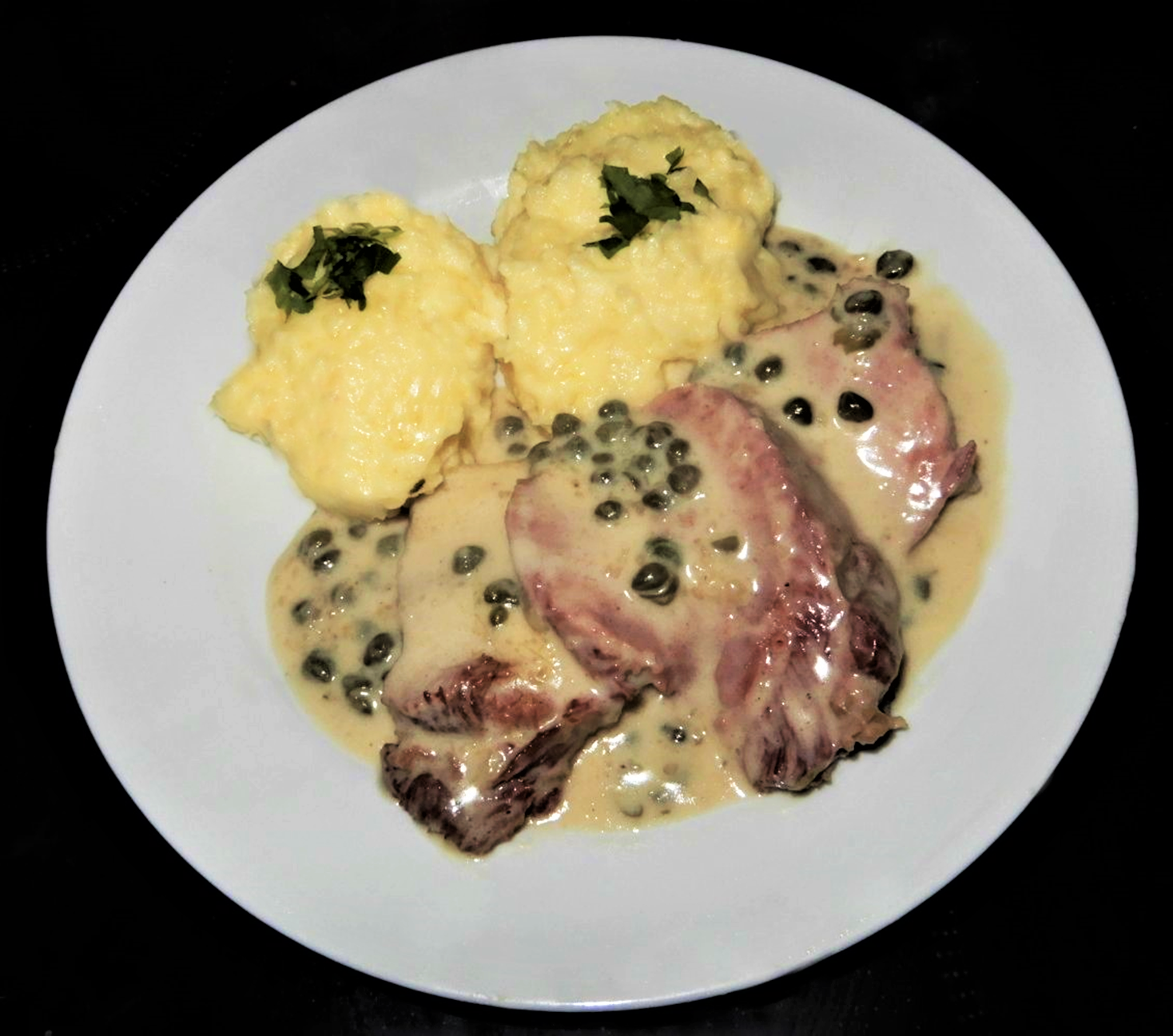
Limbă de vită în sos de smântână cu capere

- Zarzavatul de adăugat este alcătuit din ceapă tăiată în bucăți mari, țelină (tulpină), morcovi, 1 cățel de usturoi, tulpini de pătrunjel
- Condimentele sunt: sare, cuișoare, foi de dafin, precum coriandru, ienibahar, ienupăr și piper negru boabe.

#### Preparare
Mai întâi limba se spală bine sub jet de apă rece, de preferință cu o perie aspră. Se clătește apoi în câteva ape. Dacă nu a fost pusă înainte în saramură, se pune într-un vas încăpător și se acoperă cu apă rece. Se ține în apă, la frigider pentru aproximativ 3 ore. În acest timp se schimbă apa de câteva ori. Prin această schimbare repetată a apei în care se ține limba se urmărește eliminarea salivei și enzimelor digestive conținute de aceasta. Apoi se acoperă cu apă rece și se adaugă sare (la limba în saramură numai foarte puțină). Se fierbe la foc mic, îndepărtându-se spuma de câteva ori. După acea se adaugă zarzavatul și condimentele. Timpul fierberii depinde de mărimea și proveniența limbii. Astfel limba de vită are nevoie de 2-3 ore, cea de vițel 1-2 ore și cea de porc doar un trei sfert de oră. 
După ce limba a fiert, se scoate din lichid care este păstrat deoparte, iar limba se pune pe un tocător și, cât este fierbinte, se curăță de piele, membrane și grăsime (dacă există).

### Sosul de roșii cu măsline

#### Ingrediente
Se folosesc următoarele ingrediente: ceapă tocată mărunt, roșii tăiate în cubulețe (după gust și ceva ardei gras roșu tăiat fin sau pastă de ardei), vin roșu sau o linguriță de lămâie respectiv oțet, puțin mujdei, măsline negre (cel mai bine de soiul Kalamata), pastă de roșii, zeama în care a fiert limba, pătrunjel tocat mărunt, foi de dafin, sare, zahăr, piper negru.

#### Preparare
Ceapa (și ardeiul gras), se călește în ulei cu ceva zahăr până începe să se moaie, apoi se prăjește scurt împreună cu ea pasta de roșii și se stinge cu vinul roșu care trebuie redus, ca să evaporeze alcoolul. Se adaugă pasta de ardei, mujdei, roșiile și spre sfârșit măslinele, limba tăiată felii de 1,5-2 cm grosime și pătrunjelul. Se potrivește de sare și piper. Toată procedura nu durează mai mult de 10-15 minute.

## Mod de servire
Această mâncare este delicioasa atât caldă ca fel principal cu mămăligă caldă, felii de mămăligă rece, piure de cartofi, orez sau numai pâine albă, cât și rece ca antreu, garnisită cu puțin pătrunjel tocat și câteva felii de lămâie. Probabil prepararea cu limbă de vită este cea mai savuroasă datorită texturii cârnii precum a mirosului și gustului pronunțat.

## Alternative
Limba fiartă se poate prepara cald de asemenea cu un sos de smântână, un sos de smântână cu capere sau un sos cu ciuperci.